# Ordynacja Przygodzicka Radziwiłłów
Ordynacja Przygodzicka Radziwiłłów, hrabstwo Przygodzickie – ordynacja rodowa Radziwiłłów w Przygodzicach w Kaliskiem, założona przez Michała Hieronima Radziwiłła dla jego syna Antoniego Henryka Radziwiłła. Powstanie ordynacji datuje się formalnie od 1873, kiedy zatwierdzono statut majoratu na hrabstwie Przygodzickim. W rzeczywistości jednak Radziwiłłowie traktowali te dobra jak ordynację wcześniej i nie ulegały one podziałowi od końca XVIII w. 

## Historia
Ordynacja Przygodzicka została założona w 1796 na największych na terenie powiatu kaliskiego dobrach ziemskich, które od połowy XVIII w. stanowiły latyfundium Radziwiłłów. Powodem fundacji był ślub Antoniego Henryka Radziwiłła z Fryderyką Dorotą Luizą Filipiną Hohenzollern, krewną króla pruskiego Fryderyka Wilhelma II, i chęć Michała Hieronima Radziwiłła do obdarowania młodej pary własnym majątkiem. 
W chwili powstania ordynacja była największym na ziemiach polskich gospodarstwem rybnym. Dobra przygodzickie posiadały 118 stawów i sadzawek, w tym 18 stawów głównych, a obszar użytkowanej powierzchni Stawów Przygodzickich wynosił około 700 ha.
W 1840 Radziwiłłowie uzyskali dla Przygodzic statut hrabstwa. W 1873 roku ordynat Ferdynand Radziwiłł uzyskał dla majątku zatwierdzenie statutu ordynacji. Ordynacja Radziwiłłów na Przygodzicach nie została zatwierdzona wcześniej, gdyż dwaj synowie księcia Antoniego Henryka przez całe życie nie dokonali podziału majątku rodzinnego i uczyniono to dopiero po śmierci obu braci. W latach 20. XX w. dobra przygodzickie w wyniku złego ich administrowania przez IV. ordynata zostały zadłużone. Ustanowiono zarząd, który pozbawił Michała Radziwiłła możliwości wpływania na decyzje gospodarcze.
W czasie II wojny światowej (1939–1945) ordynacja została znacjonalizowana przez Niemców, a jej dochody były przeznaczane na cele polityki III Rzeszy w germanizacji Wielkopolski. 
W 1945 w Polsce Ludowej majorat został formalnie zniesiony na mocy dekretu o reformie rolnej. Na bazie dóbr przygodzickich stworzono Szkołę Rolniczą w Przygodzicach, część majątku przejęły również: PGR, Gospodarstwo Rybackie oraz Zarząd Gorzelni.

## Ordynaci
- Antoni Henryk Radziwiłł, I ordynat
- Bogusław Fryderyk Radziwiłł, II ordynat, syn poprzedniego
- Ferdynand Radziwiłł, III ordynat, syn poprzedniego
- Michał Radziwiłł Rudy, IV ordynat, syn poprzedniego